# Station Szaniawy
Station Szaniawy is een spoorwegstation in de Poolse plaats Szaniawy-Poniaty.